# Colin Miller
Colin Fyfe Miller (ur. 4 października 1964 w Hamilton) – kanadyjski piłkarz pochodzenia szkockiego występujący na pozycji obrońcy.

## Kariera klubowa
Miller urodził się w Szkocji, ale w wieku 10 lat emigrował z rodziną do kanadyjskiego Vancouver. W 1982 roku rozpoczął zawodową karierę piłkarską w klubie Toronto Blizzard, występującym w North American Soccer League (NASL). W 1983 oraz 1984 wywalczył z zespołem wicemistrzostwo rozgrywek NASL.
W 1984 roku przeszedł do szkockiego Rangers. W 1985 roku zdobył z nim Puchar Ligi Szkockiej. Graczem Rangers Miller był przez dwa lata. W tym czasie rozegrał tam dwa spotkania w Premier Division. W 1986 roku odszedł do angielskiego Doncaster Rovers.
W 1988 roku powrócił do Kanady, gdzie grał dla zespołu Hamilton Steelers. W tym samym roku przeniósł się do szkockiego Hamilton Academical. W 1989 roku spadł z nim z Premier Division do First Division. W 1990 roku grał na wypożyczeniu w Hamilton Steelers.
Na początku 1994 roku trafił do St. Johnstone z Premier Division. W tym samym roku spadł z nim jednak do First Division. W 1995 roku przeniósł się do Heart of Midlothian. Na początku sezonu 1995/1996 został graczem zespołu Dunfermline Athletic, z którym w 1996 roku awansował do Premier Division. W 1998 roku przeszedł do Ayr United. Potem był jeszcze graczem Hamilton Academical oraz kanadyjskiego Abbotsford Rangers, w których pełnił rolę grającego trenera.

## Kariera reprezentacyjna
W reprezentacji Kanady Miller zadebiutował 19 czerwca 1983 w przegranym 0:2 towarzyskim meczu ze Szkocją. 24 października 1984 w przegranym 2:3 towarzyskim spotkaniu z Marokiem strzelił pierwszego gola w trakcie gry w kadrze. W 1986 roku Miller został powołany do reprezentacji na Mistrzostwa Świata. Nie zagrał jednak na nich ani razu, a Kanada odpadła z tamtego turnieju po fazie grupowej. W 1991 oraz 1996 był uczestnikiem Złotego Pucharu CONCACAF, z których Kanada odpadała jednak po fazie grupowej. W latach 1983–1997 w drużynie narodowej Miller rozegrał w sumie 61 spotkań i zdobył 5 bramek.